# برادران پارکر
شرکت برادران پارکر (به انگلیسی: Parker Brothers)(معروف به پارکر (Parker) در خارج از آمریکای شمالی)، یک شرکت تولیدکنندهٔ اسباب‌بازی و بازی بود که در سال ۱۹۹۱ به برند هاسبرو تغییر نام داد. از سال ۱۸۸۳ تاکنون بیش از ۱۸۰۰ بازی با نام برادران پارکر منتشر شده است. از جمله محصولات این شرکت می‌توان به مونوپولی، سرنخ (دارای مجوز از ناشر بریتانیایی و معروف به کلودو در خارج از آمریکای شمالی) و اسکربل (تحت مشارکت میلتون بردلی در ایالات متحده آمریکا و کانادا) اشاره نمود.

## تاریخچه
جورج سوینرتون پارکر، این شرکت را تأسیس کرد. عقیده پارکر با تم غالب طراحی بازی‌های تخته‌ای متفاوت بود؛ او معتقد بود بازی‌ها باید برای لذت انجام شوند و نیازی به تأکید بر اصول و ارزش‌های اخلاقی نیست. او اولین بازی خود را به نام بانکداری در سال ۱۸۸۳، زمانی که ۱۶ سال داشت، طراحی کرد. در این بازی، بازیکنان از بانک وام می‌گیرند و سعی می‌کنند با پیش‌بینی عملکرد خود ثروت بیشتری کسب کنند. بازی شامل ۱۶۰ کارت بود که شکست یا موفقیت بازیکنان را پیش‌بینی می‌کرد. این بازی در محافل خانوادگی و جمع‌های دوستانه بسیار محبوب شد و برادرش چارلز پارکر او را تشویق کرد که آن را منتشر کند. جورج با دو ناشر در بوستون تماس گرفت اما موفق به انتشار آن نشد. با این حال با ۴۰ دلار، ۵۰۰ نسخه از بازی را منتشر کرد و سرانجام توانست تقریباً همه نسخه‌ها را بفروشد و ۱۰۰ دلار سود کند.
او شرکت خود را در سال ۱۸۸۳ در زادگاهش یعنی سیلم، ماساچوست، تحت عنوان شرکت جورج اس. پارکر تأسیس کرد. زمانی که برادرش چارلز در سال ۱۸۸۸ به شرکت پیوست، نام شرکت به برادرلن پارکر تغییر یافت. در سال ۱۸۹۸، برادر سوم، ادوارد اچ. پارکر نیز به شرکت پیوست. در سال‌های ابتدایی فعالیت، جورج بیشتر بازی‌ها را خودش طراحی می‌کرد و تمام قوانین را می‌نوشت. بسیاری از بازی‌ها براساس وقایع مهم روز طراحی شده بودند، مانند بازی کلوندایک که براساس هجوم طلا به کلوندایک و بازی جنگ در کوبا که براساس جنگ قریب‌الوقوع اسپانیا و آمریکا طراحی شده بودند.
صنعت بازی‌ها درحال رشد بود و شرکت به شدت سودآور شده بود. در سال ۱۹۰۶، برادران پارکر، بازی روک را منتشر کرد و این بازی به پرفروش‌ترین بازی در ایالات متحده تبدیل شد. در دوران رکود بزرگ اقتصادی، زمانی که بسیاری از شرکت‌ها ورشکست شدند، برادران پارکر بازی جدیدی به نام مونوپولی رامنتشر کرد. گرچه این شرکت در ابتدا در سال ۱۹۳۴ این بازی را رد کرده بود، اما سال بعد تصمیم به انتشار آن گرفت. این بازی موفقیت بزرگی کسب کرد و شرکت با استقبال پر شکوهی از آن مواجه شد.